# Elektriciteitsleiding

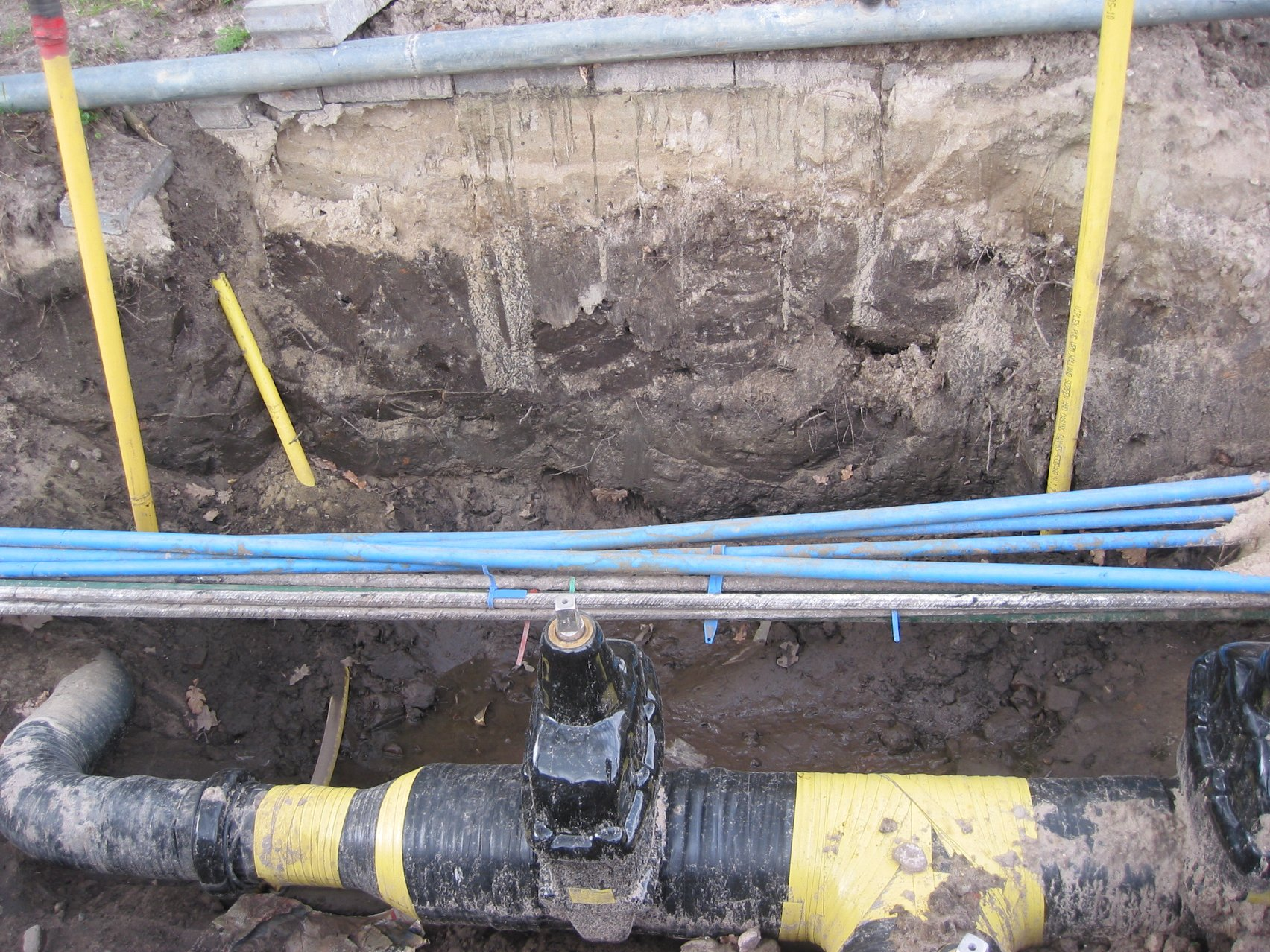
Ondergrondse leidingen waaronder ook elektriciteitsleidingen

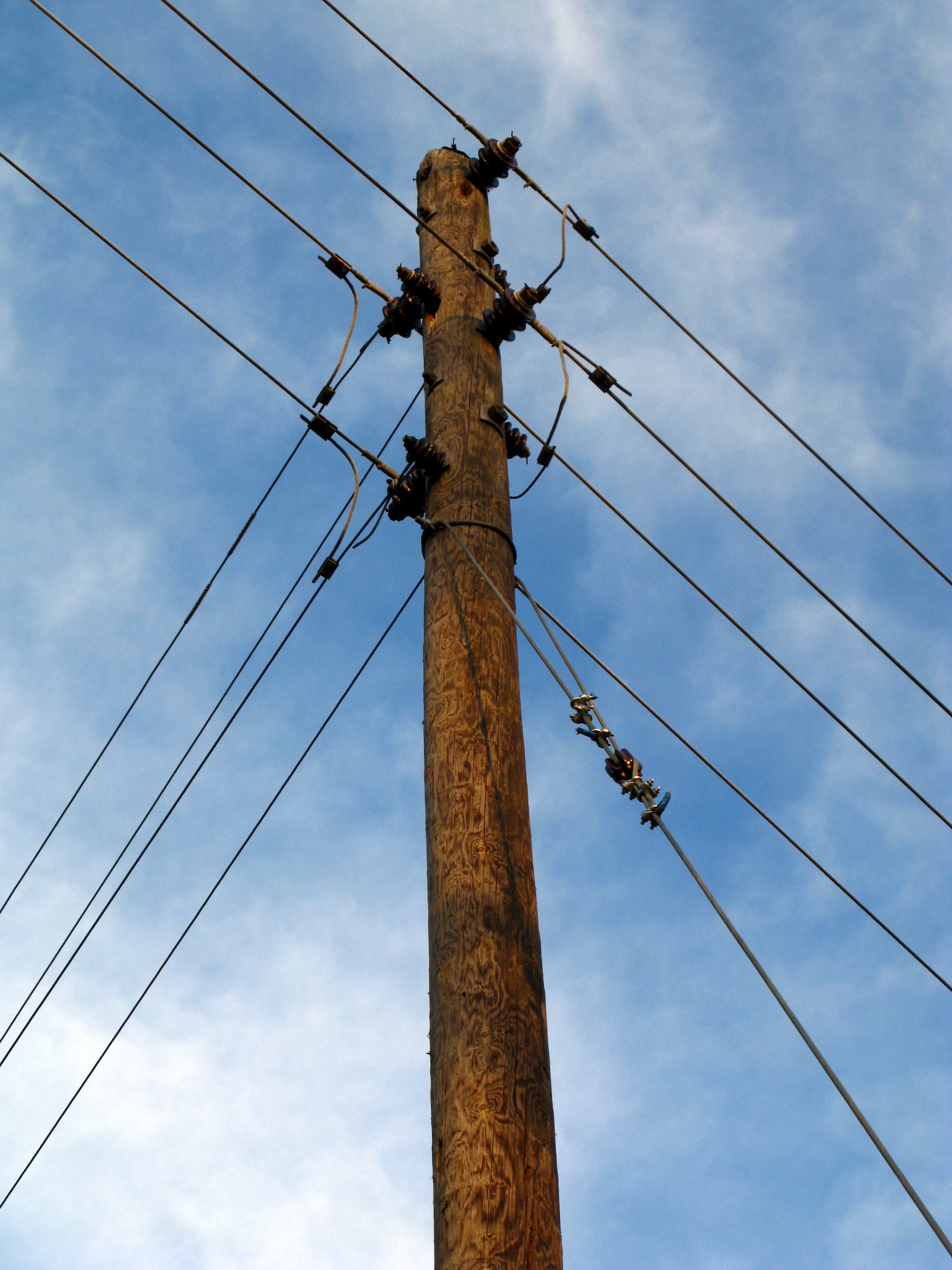
Luchtlijnen van een lokaal elektriciteitsnet in Oostenrijk

Een elektriciteitsleiding transporteert elektrische stroom. Deze leidingen (vroeger sprak men van geleidingen) bestaan in ieder geval uit elektrisch geleidend materiaal, al dan niet met daaromheen een elektrisch isolerende mantel. In het laatste geval kan een leiding ook bestaan uit meerdere kernen van elektrisch geleidend materiaal (aders) waarbij iedere ader afzonderlijk elektrisch is geïsoleerd van andere aders en het geheel met een mantel is omgeven.
Er kan onderscheid worden gemaakt tussen geïsoleerd elektriciteitsdraad in buis en kabels (deze laatste bestaan meestal uit een samenstel van meerdere geïsoleerde aders) en luchtlijnen, ongeïsoleerde draden die bovengronds opgehangen zijn aan palen of masten, zoals in gebruik bij hoogspanningsnetten.
De meeste elektriciteitsleidingen bij huisinstallaties zijn voorzien van twee of drie aders. Bij twee aders zijn dit de fase (bruine isolatie) en de nulleider (blauwe isolatie). Leidingen met drie aders zijn daarnaast voorzien van een aardedraad (geel/groene isolatie).
Leidingen voor krachtstroom (driefasenspanning) bevatten doorgaans drie, vier of vijf geleiders, respectievelijk: de drie fasen; de drie fasen en de nul; en de drie fasen, de nul en aarde.
Kabels die geschikt zijn voor aanleg in de grond zijn voorzien van een aardscherm. Deze zogenaamde grondkabels bevatten direct onder de buitenmantel een gegalvaniseerde staaldraadomvlechting of een loodmantel. Behalve voor bescherming dient het aardscherm tevens als aardleiding.

## Eigenschappen
- De doorsnede van de geleider bepaalt de maximaal toelaatbare stroomsterkte. De doorsnede wordt uitgedrukt in mm² en niet in mm. De term "doorsnede" is dus de oppervlaktedwarsdoorsnede en niet de diameter.
- De isolatiewaarde van de mantel bepaalt de maximaal toelaatbare elektrische spanning.
- Wanneer een leiding buigzaam moet zijn, bestaat de kern (ader) uit meerdere samengeslagen geleiders (litze).

## Materiaalkeuze geleider
Voor de elektriciteitsleidingen kan in principe elk geleidend materiaal worden gebruikt als zilver, koper, of aluminium. In de praktijk wordt echter voor deze leidingen bijna altijd blank koper toegepast, meestal aangeduid als elektrolytisch koper. Deze kopersoort wordt langs elektrolytische weg verkregen en wordt geraffineerd tot een kopergehalte van 99,95%. Dit hoge kopergehalte is noodzakelijk, aangezien zelfs geringe verontreinigingen het elektrisch geleidingsvermogen van dit materiaal sterk verminderen. Doordat namelijk elke geleider een bepaalde elektrische weerstand bezit, wordt bij stroomdoorgang warmte ontwikkeld en ontstaan er spanningsverliezen over de leiding. Deze verliezen moeten natuurlijk zo klein mogelijk blijven.

## Materiaalkeuze isolatie
Aangezien elektriciteitsleidingen voorkomen in huisinstallaties met een betrekkelijk klein elektrisch vermogen maar ook in supermarkten, op schepen, in fabrieken of andere grote installaties, is er een ruime keus in de aderdoorsnede van deze leidingen.
Ook kan worden gekozen uit diverse soorten leidingen met soms bijzondere specifieke eigenschappen, afhankelijk van de plekken waar deze worden gemonteerd en welke omstandigheden daar gelden. Zo bestaan leidingen met aderisolatie van vinyl, de zogenaamde VD-draad, die in huisinstallaties worden verwerkt, of VMvK-kabel voor algemene montage in het zicht. In installaties waar hoge eisen worden gesteld aan de brandveiligheid, past men bijvoorbeeld
YMvK-kabel toe.
De bijzonderheden van deze en andere leidingsoorten voor toepassing in Nederland zijn te vinden in bijvoorbeeld het normblad NEN 3207:1990: Geïsoleerde leidingen voor sterkstroom – Systemen voor de aanduiding van leidingtypen.

## Stroombelastbaarheid en stroomdichtheid
In bijgaande tabel is een reeks drieaderige kabels met aderisolatie van vinyl weergegeven van 1,5 mm² tot 400 mm² met de daarbij behorende toelaatbare stromen en stroomdichtheid.
In het algemeen worden leidingen met meer dan één ader aangeduid als kabel.
| Doorsnede (mm²) | Diameter (mm) | Toegelaten stroom (ampère) | Stroomdichtheid (ampère/mm²) |
| --------------- | ------------- | -------------------------- | ---------------------------- |
| 1,5             | 1,38          | 19,5                       | 13,3                         |
| 2,5             | 1,78          | 27                         | 10,8                         |
| 4               | 2,26          | 36                         | 9                            |
| 6               | 2,76          | 46                         | 7,7                          |
| 10              | 3,57          | 62                         | 6,2                          |
| 16              | 4,51          | 80                         | 5                            |
| 25              | 5,64          | 105                        | 4,2                          |
| 35              | 6,68          | 125                        | 3,6                          |
| 50              | 7,98          | 155                        | 3,1                          |
| 70              | 9,44          | 195                        | 2,8                          |
| 95              | 11,00         | 235                        | 2,5                          |
| 120             | 12,36         | 270                        | 2,3                          |
| 150             | 13,82         | 310                        | 2,1                          |
| 185             | 15,35         | 345                        | 1,9                          |
| 240             | 17,48         | 385                        | 1,6                          |
| 300             | 19,54         | 425                        | 1,4                          |
| 400             | 22,57         | 490                        | 1,2                          |
Voor een goed inzicht in de stroombelastbaarheid, is in de bijbehorende grafiek alleen het gebied van 1,5 mm² tot 35 mm² weergegeven. Opvallend is, dat naarmate de doorsnede van de geleidingen groter wordt, de toegestane stroom niet in gelijke mate stijgt. Dit is nog beter te zien in de vierde kolom van de tabel die de stroomdichtheid van deze geleiders weergeeft. In de grafiek hierbij komt dat duidelijk tot uitdrukking.
Men zou verwachten dat als bij een geleider van 2,5 mm² een stroom van 27 ampère is toegestaan, bij 25 mm² een stroom van 270 ampère zou mogen worden toegelaten. Dit is duidelijk niet het geval, zoals de tabel laat zien.
De in de geleiders ontwikkelde warmte moet aan de buitenzijde van de geleider — dus aan de omtrek hiervan — aan de omgeving worden afgegeven. Bij stijging van de doorsnede, houdt de omtrek van de geleider echter geen gelijke tred met de doorsnede ervan.
Als bijvoorbeeld de doorsneden 4 mm² en 16 mm² worden genomen, dus met een oppervlakteverhouding van 1:4, dan geldt, teruggerekend naar de omtrek, dat de verhouding hier ligt op {\displaystyle {\tfrac {1}{\sqrt {4}}}={\tfrac {1}{2}}}. Bij 10 mm² en bijvoorbeeld 400 mm² gelden de verhoudingen 1:40 voor de doorsneden en {\displaystyle {\tfrac {1}{\sqrt {40}}}={\tfrac {1}{2{\sqrt {10}}}}} voor de omtrekken.
Het komt erop neer dat, gerekend vanuit de diameter van de leiding, de stijging van de doorsneden kwadratisch verloopt en de stijging van de omtrekken lineair.
Naarmate de doorsnede groter wordt, gaat warmteoverdracht door conductie iets omhoog en wordt ook het aandeel van de convectie wat groter, zodat het geheel niet al te dramatische vormen aanneemt.

## Stroomverdringing
Er is nog een belangrijk fenomeen aanwezig bij het stijgen van de doorsneden. Het blijkt dat bij transport van wisselstroom de geleiders een zekere stroomverdringing ondervinden. Men noemt dit ook wel het skineffect. Stroomverdringing wil zeggen, dat niet de gehele geleiderdoorsnede benut wordt voor het transport van elektriciteit, maar dat de kernen van de geleiders in mindere mate meedoen. De indringdiepte van de stroom is bij de normaal geldende netfrequentie van 50 Hz ongeveer 10 mm. Bij kleine doorsneden is dit effect dus nauwelijks van belang, maar naarmate de geleiderdoorsnede stijgt, wordt de invloed van dit effect groter.
Bij 400 mm² doet een kern van circa 2,5 mm doorsnede niet mee aan de stroomgeleiding, wat omgerekend naar de diameter neerkomt op ruim 1,2%. Bij een doorsnede van 1000 mm² is dit al een kern van circa 15 mm ⌀ geworden, en is dus ongeveer 19% van de doorsnede inactief. Dit is een van de redenen waarom dan ook veelal holle geleiders voor de hoofdverdeel-inrichtingen worden gekozen bij grote in- en uitgaande transporten van elektriciteit, zoals dat in de onderstations in het hoogspanningsnet het geval is.

## Leidingverliezen
Door de stroom {\displaystyle I} die een belasting {\displaystyle P} van een installatie opneemt, treden in de leidingen van en naar de installatie verliezen op, die in twee categorieën kunnen worden onderscheiden, namelijk spanningsverliezen en vermogensverliezen.

### Verliesgevende elementen
Een leiding die een wisselstroom transporteert, heeft naast een bedrijfsweerstand {\displaystyle R} ook een bedrijfsinductie {\displaystyle L}, meestal leidingreactantie genoemd. Beide elementen zijn gelijkmatig over de leiding verdeeld, en ze bepalen samen het leidingverlies. De bedrijfsweerstand {\displaystyle R} van een leiding levert spanningsverliezen en vermogensverliezen op. De leidingreactantie {\displaystyle X=\omega L} als gevolg van de zelfinductie {\displaystyle L} in de leiding levert alleen spanningsverliezen op.

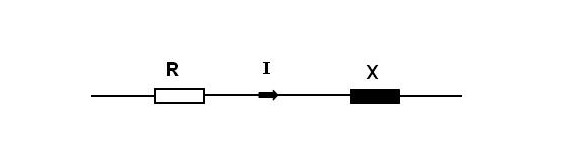
Leidingelementen

### Spanningsverliezen
Als de stroom {\displaystyle I} van een belasting door een leiding vloeit, is de spanning {\displaystyle U_{2}} aan het eind van de leiding lager dan de voedende spanning {\displaystyle U_{1}}. Dit verschil — het spanningsverlies {\displaystyle U_{v}} — kan berekend worden uit de spanningsverliezen over de ohmse elementen {\displaystyle R} en de reactieve componenten {\displaystyle X}.

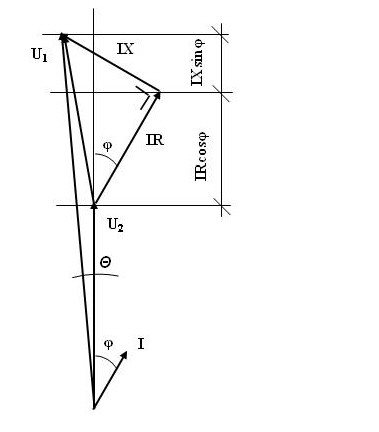
Vervangingsschema

Als de belasting voornamelijk is opgebouwd uit motoren, gasontladingslampen of andere inductieve toestellen, is er een faseverschuiving {\displaystyle \varphi } in de installatie aanwezig, waarbij de stroom {\displaystyle I} ten opzichte van de spanning is verschoven. Het spanningsverlies over de bedrijfsweerstand {\displaystyle R} is {\displaystyle U_{vR}=IR}, en het spanningsverlies over de bedrijfsinductiviteit {\displaystyle X} is {\displaystyle U_{vX}=IX}. Vectorieel gezien (zie diagram) loopt {\displaystyle IR} evenwijdig met {\displaystyle I}, en staat {\displaystyle IX} daar loodrecht op. Tussen de spanningen {\displaystyle U_{1}} en {\displaystyle U_{2}} is de hoek {\displaystyle \Theta } aanwezig, die meestal kleiner dan 6° is en daardoor verwaarloosd mag worden, aangezien cos {\displaystyle \Theta =0{,}9945\approx 1}.
Onder verwaarlozing van {\displaystyle \Theta } volgt voor het totale spanningsverlies over de leiding bij een inductieve belasting:
{\displaystyle U_{v}=IR\cos \varphi +IX\sin \varphi }
Als de belasting capacitief is, wordt het spanningsverlies:
{\displaystyle U_{v}=IR\cos \varphi -IX\sin \varphi }
| Doorsnede (mm²) | (Maximale) geleiderweerstand {\displaystyle R} (Ω/km) | Leidingreactantie {\displaystyle L} (mH/km) | Omgerekende leidingreactantie {\displaystyle X} (Ω/km) |
| --------------- | ----------------------------------------------------- | ------------------------------------------- | ------------------------------------------------------ |
| 1,5             | 12,1                                                  | 0,33                                        | 0,10                                                   |
| 2,5             | 7,4                                                   | 0,31                                        | 0,11                                                   |
| 4               | 4,6                                                   | 0,3                                         | 0,094                                                  |
| 6               | 3,1                                                   | 0,28                                        | 0,088                                                  |
| 10              | 1,8                                                   | 0,26                                        | 0,082                                                  |
| 16              | 1,15                                                  | 0,25                                        | 0,079                                                  |
| 25              | 0,73                                                  | 0,24                                        | 0,075                                                  |
| 35              | 0,52                                                  | 0,23                                        | 0,072                                                  |
| 50              | 0,38                                                  | 0,20                                        | 0,063                                                  |
| 70              | 0,27                                                  | 0,19                                        | 0,060                                                  |
| 95              | 0,19                                                  | 0,18                                        | 0,057                                                  |
| 120             | 0,15                                                  | 0,17                                        | 0,053                                                  |
| 150             | 0,12                                                  | 0,17                                        | 0,053                                                  |
| 185             | 0,10                                                  | 0,17                                        | 0,053                                                  |
| 240             | 0,075                                                 | 0,16                                        | 0,050                                                  |

### Vermogensverliezen
De stroom I zorgt ervoor dat in leidingen vermogensverlies door warmte-ontwikkeling ontstaat. Het vermogen {\displaystyle P} dat in de bedrijfsweerstand {\displaystyle R} wordt ontwikkeld wordt omschreven als: {\displaystyle P_{v}=I^{2}R}.
Bij een driefasenspanning zijn drie geleiders aanwezig die alle drie de bedrijfsweerstand {\displaystyle R} bezitten, zodat het vermogensverlies drie keer zo groot is: {\displaystyle P_{v}=3I^{2}R}.
Bij kabels voor 10 kV en bij hoogspanningslijnen is er ook een element waar rekening mee moet worden gehouden, namelijk de capaciteit. Het blijkt dat tussen de geleiders onderling en tussen de geleiders en aarde een bepaalde capaciteit {\displaystyle C} aanwezig is, die voor een zogenaamde laadstroom zorgt. Deze laadstroom maakt dat de bedrijfsstroom toeneemt, waardoor de vermogensverliezen en de spanningsverliezen groter worden.
De grootte van de capaciteit en de laadstroom hangt samen met de lengte van de leiding, de onderlinge afstand van de geleiders en de afstand naar aarde. De formules voor het berekenen zijn vrij ingewikkeld.
Bij de hoogspanningslijnen is nog een extra element werkzaam dat verliezen oplevert, namelijk de isolatieweerstand. De isolatieweerstand {\displaystyle R_{A}} (A als afkorting voor "aarde") houdt in dat er tussen de geleider en de aarde geen oneindig hoge weerstand aanwezig is, maar dat via de isolatoren, afhankelijk van uitwendige omstandigheden als vocht en vuil, een zekere geleiding optreedt en kleine lekstromen worden gevormd, waardoor er vermogensverlies optreedt.

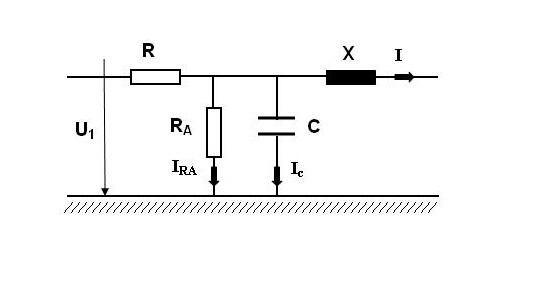
Vervangingsschema hoogspanning

Verder treedt er bij spanningen boven 100 kV een verschijnsel op, dat wordt aangeduid met 'corona'. Corona ontstaat doordat de lucht om een geleider ioniseert (doorslaat), zodra de veldsterkte om die geleider de doorslaggrens van lucht overschrijdt, waardoor er ook verlies ontstaat. Het totale vermogensverlies dat door de aanwezigheid van {\displaystyle R_{A}} is {\displaystyle P_{A}=U^{2}/R_{A}}. Voor dit verlies wordt meestal een gemiddelde van 1 kW/km aangehouden.
Voorbeelden
Via een YMvK-kabel, met een lengte van 300 meter, wordt een driefaseninstallatie van 400 V gevoed met een stroom van 150 A.
De arbeidsfactor (cos φ) van deze installatie is 0,85 en de kabeldoorsnede 70mm². Het spanningsverlies over de leiding is dan voornamelijk het gevolg van de ohmse weerstand:
{\displaystyle U_{v}=IR{\sqrt {3}}\cos \varphi }
Met de gegevens uit de tabel voor de YMvK-kabel volgt:
{\displaystyle U_{v}=150\times 0{,}3\times 0{,}27\times 0{,}85{\sqrt {3}}=17{,}9\,{\text{V}}}
Dat komt overeen met 17,9/400% ≈ 4,5% van de netspanning, wat nog net een toegestane waarde is, aangezien de maximale grenswaarde 5% is.
Bij een stroom van 300 A en een doorsnede 185mm² vormt de leidingreactantie een deel van het spanningsverlies. Aangezien
{\displaystyle \sin \varphi ={\sqrt {1-\cos ^{2}\varphi }}={\sqrt {1-0{,}85^{2}}}=0{,}53},
wordt het spanningsverlies:
{\displaystyle U_{v}=(IR\cos \varphi +IX\sin \varphi ){\sqrt {3}}=300(0{,}03\times 0{,}85+0{,}0159\times 0{,}53){\sqrt {3}}=17{,}7\,{\text{V}}(=4{,}4\%)}
Zou de inductieve component genegeerd worden, dan zou {\displaystyle U_{v}=13{,}2\,{\text{V}}}, wat dus maar 3,3% van de netspanning is.
Het vermogensverlies in de kabel van 185mm² is:
{\displaystyle P_{v}=3\,I^{2}R=3\times 300^{2}\times 0{,}03=8{,}1\,{\text{kW}}}
Het opgenomen vermogen van de installatie bedraagt:
{\displaystyle P_{w}=UI{\sqrt {3}}\cos \varphi =400\times 300\times {\sqrt {3}}\times 0,85=176{,}7\,{\text{kW}}}
Het vermogensverlies in de leiding is dus 8,1/1,77 ≈ 4,6%. Gerekend over een jaar bij een belastingsgraad van 75% en een belastingstijd van 8 uur, is de opgenomen energie in de kabel ongeveer 0,75 × 8 × 365 × 8,1 = 17,740 kWh.
In de laagspanningsnetten 230/400 V hoeft met het reactieve gedeelte van het spanningsverlies geen of nauwelijks rekening te worden gehouden, aangezien dit pas bij een doorsnede van 120 mm2 en hoger een rol gaat spelen. Dit houdt in dat men voor het spanningsverlies in laagspanningsnetten voor 230V meestal schrijft: {\displaystyle U_{v}=IR\cos \varphi } en voor de driefasenspanning van 400 V: {\displaystyle U_{v}=IR{\sqrt {3}}\cos \varphi }. Dit houdt ook in dat het spanningsverlies voor leidingen tot 120mm² niet verandert als een installatie is uitgerust met cos φ-compensatie.
Bij kabels voor 10 kV en hoger mag tot 95 mm² het aandeel van X worden verwaarloosd, maar bij bovengrondse hoogspanningslijnen moet door de opbouw en de doorsnede hiervan het reactieve gedeelte altijd in de berekeningen worden betrokken, en geldt gewoon:
{\displaystyle U_{v}=I(R\cos \varphi \pm X\sin \varphi ){\sqrt {3}}}

## Producenten
Een aantal grote producenten van elektriciteitsleidingen:
- Draka (in 2011 overgenomen door Prysmian)
- Nederlandse Kabelfabriek (in 1999 opgenomen in het Draka concern en in 2000 overgenomen door Pirelli Cavi)
- Nexans
- Pirelli Cavi (in 2005 verkocht door Pirelli aan Goldman Sachs, nieuwe naam: Prysmian)
- Prysmian Group (vanaf 2011 het grootse kabelbedrijf ter wereld)
- Twentsche Kabelfabriek (TKF)